# أوغستا فيرا دوثي
أوغستا فيرا دوثي (18 يوليو 1881 بلفيدير، كنيسنا - 8 أغسطس 1963 بلفيدير، كنيسنا)، عالمة نبات من جنوب إفريقيا. درست نباتات كيب الغربية وكانت مدرّسة شهيرة حاضرت في علم النبات المشفر. كانت أول محاضرة جامعية في علم النبات في جنوب أفريقيا، وقد تلقت تعليمها بالكامل في جنوب إفريقيا. 

## النشأة والتعليم
لأوغستا أربعة أخوة، والدها الأرشيبالد هاميلتون، ولدت في كنيسنا، في جنوب إفريقيا. حصلت على بكالوريوس من كلية هوغونوت عام 1901، وماجستير من كلية جنوب أفريقيا عام 1910، ودكتوراة في العلوم من جامعة جنوب إفريقيا عام 1929.

## المهنة الأكاديمية
عام 1902، عُيّنت محاضرةً في علم النبات في كلية فيكتوريا (وهي الآن جامعة ستيلينبوش). في عام 1912، زارت جامعة كامبريدج وعملت مع عالم النبات البريطاني ألبرت سيوارد. بعد تقاعدها عام 1939، عادت لإدارة مزرعة عائلتها في بلفيدير حيث توفيت عام 1963. في وصيتها، أوصت مبلغاً من المال لكلية سانت أندرو، حيث كانت تدرس، لتمويل المنح الدراسية. 

## أهم أعمالها
كتاب: Vegetation and Flora of the Stellenbosch Flats with List of Vascular Cryptogams and Flowering Plants Found in that Area. Pretoria: University of South Africa. 1900. مؤرشف من الأصل في 2019-05-13.

## الذكرى
سمي على اسمها عدد كبير من الأجناس الحية، مثل الدوثياستروم، وخلد دوثي الذهبي، وغير ذلك.
خلّدت ذكراها في كنيسة الثالوث المقدس التي بناها توماس هنري دوثي بالقرب من كنيسنا.